# Ivy Hewett
Ivy Hewett (* um 1915; † unbekannt) war eine australische Badmintonspielerin. 

## Karriere
Ivy Hewett wurde 1936 erstmals nationale Meisterin in Australien. Weitere Titelgewinne folgten 1937, 1947 und 1948. Mehrmals siegte sie bei den Victoria International. 1938 und 1939 startete sie bei der Whyte Trophy.